# Gabriel de Saint-Aubin
Gabriel-Jacques de Saint-Aubin (Parigi, 14 aprile 1724 – Parigi, 14 febbraio 1780) è stato un disegnatore, incisore e pittore francese.

## Biografia
Proveniva da una famiglia di artisti e aveva cinque fratelli: Charles-Germain, ricamatore, Louis-Michel, pittore di porcellana, Augustin, incisore e Athanase, attore. Studiò prima con il padre, poi con Étienne Jeaurat e Hyacinthe Collin de Vermont. Contemporaneamente insegna disegno alla scuola d'arte di François Blondel e le sue prime incisioni risalgono al 1750.
Dopo tre tentativi falliti di ottenere il Prix de Rome dal 1752 al 1754, rompe con l'Accademia di pittura per aderire ed esporre all'Académie de Saint-Luc nel 1774 e al Salon du Colisée nel 1776.

## Opere

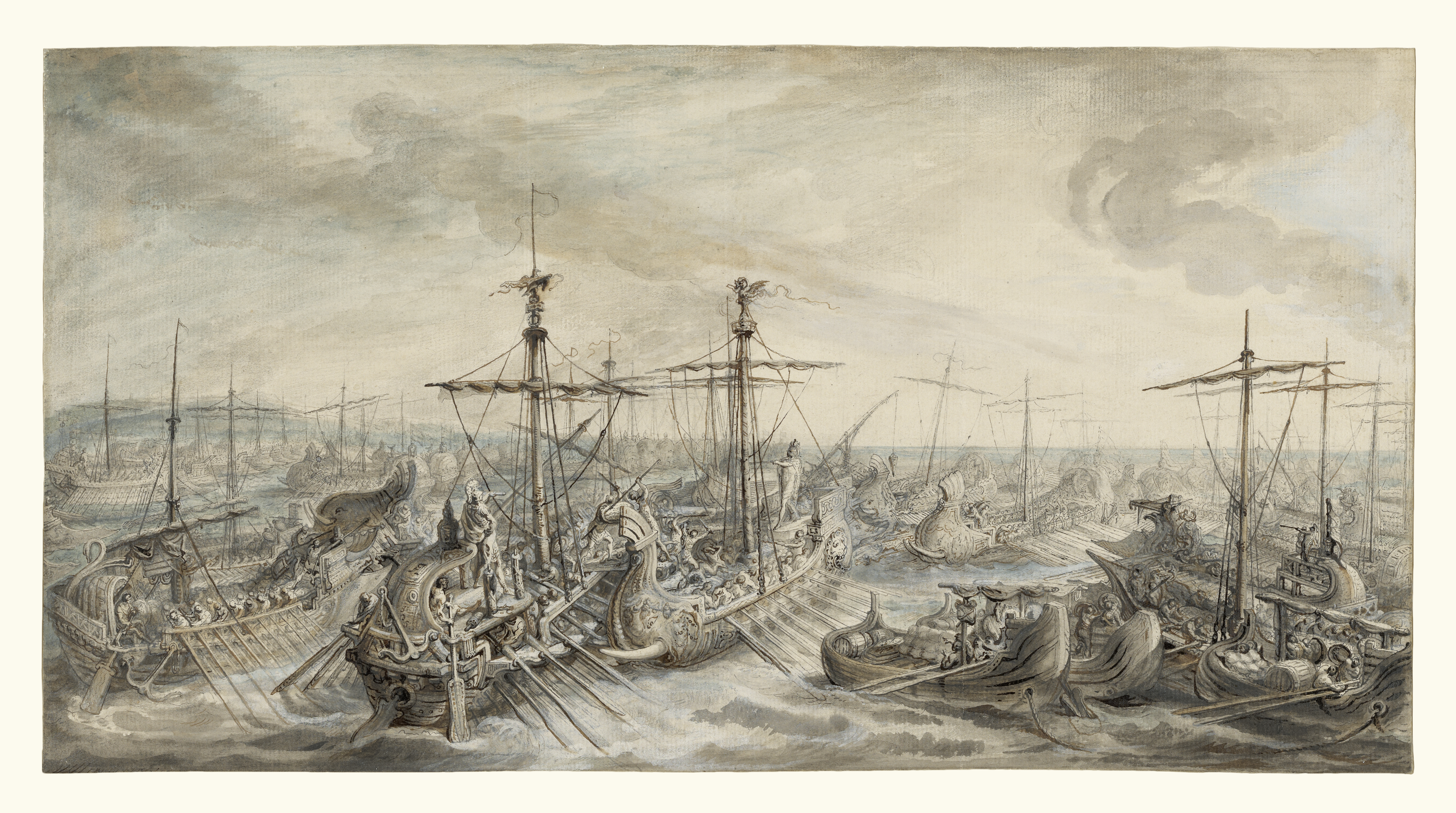
Una visione d'artista della battaglia di Capo Ecnomo realizzata da Gabriel de Saint-Aubin, per illustrare un'opera mai pubblicata sulla storia di Roma.

Tratto distintivo dell'arte di Saint-Aubin era la sua smodata propensione ad osservare la società per le strade della capitale, abbozzando scene o divertimenti durante il suo girovagare. A questo proposito, le sue incisioni e i suoi grandi acquerelli sono una preziosa testimonianza della vita artistica nella Parigi del XVIII secolo, in particolare i suoi cataloghi illustrati dei Salon e delle aste.
Su di un ricco taccuino di oltre cento pagine, Saint-Aubin aveva scarabocchiato la sua vita quotidiana e il 20 novembre 1941 il Louvre lo acquistò. L'intero quaderno, riprodotto in scala reale, è ora pubblicato con il titolo Livre de croquis de Gabriel de Saint-Aubin. Si tratta di 108 pagine, di cui 103 illustrate e annotate tra il 1759 e il 1778. In esso l'artista ci invita a passeggiare per le strade di Parigi, a scoprire alcuni dei suoi monumenti, a condividere con lui alcuni dei suoi eventi principali e a vivere la quotidianità del suo piccolo mondo popolato da tante giovani donne, tutte intente a leggere, suonare o fare lavori di cucito. Tra le altre, a margine è riportato uno schizzo di Marie-Jeanne Boucher, moglie del pittore François Boucher.

### Dipinti

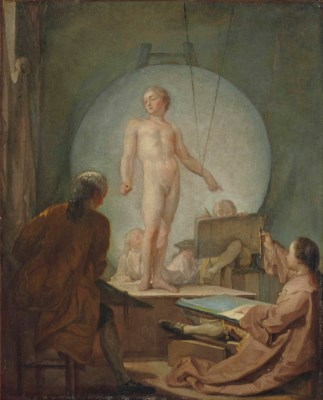
L'Accademia di disegno, olio su tela, 59,9 × 48,4 cm.

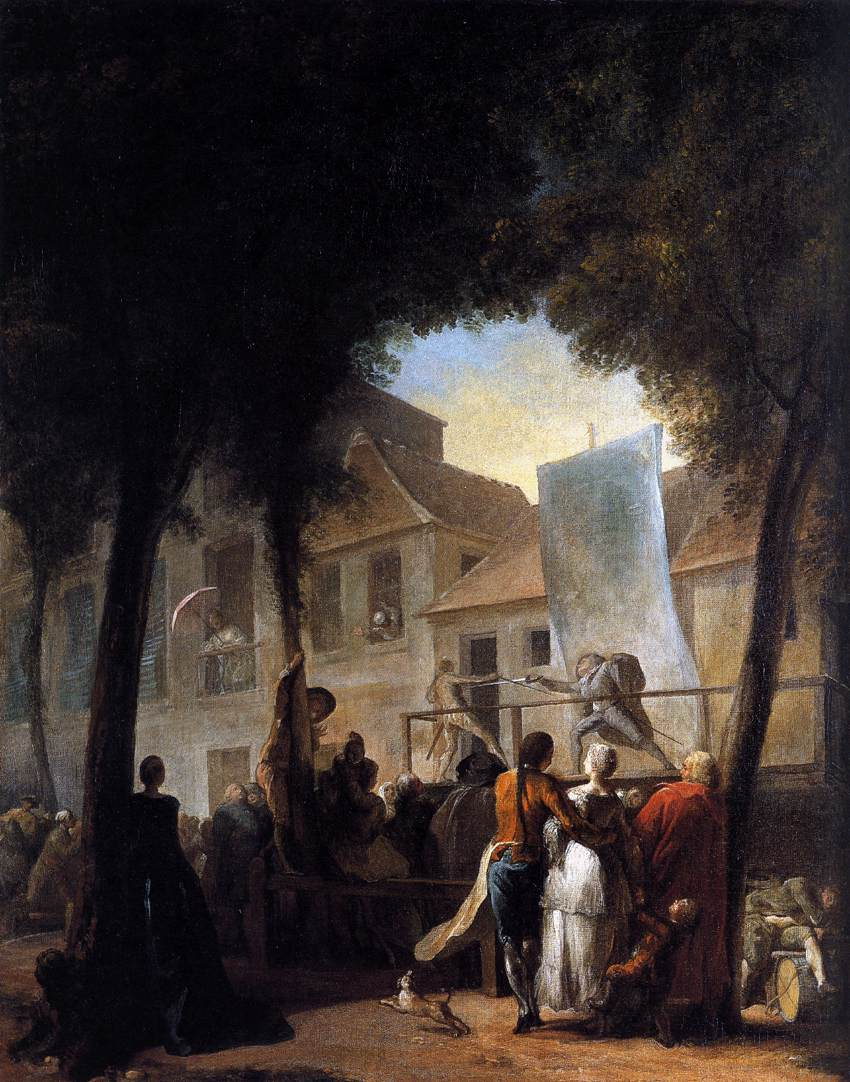
Parata al Boulevard, National Gallery, 1760.

- Una festa al Colosseo, 1772, matita nera e acquerello, 17 × 23  , Wallace Collection, Londra
- Allegoria con medaglione, Rouen, Museo delle Belle Arti
- Artista gobbo, Rouen, Museo delle Belle Arti
- Gabinetto del dilettante, Rouen, Museo delle Belle Arti
- Labano alla ricerca dei suoi idoli, Parigi, Dipartimento di Pittura del Museo del Louvre
- Boulevard Parade, Londra, National Gallery of England
- La passeggiata a Longchamps, Perpignano, Museo Hyacinthe Rigaud.
- Cristo e la Samaritana, Rouen, Museo delle Belle Arti
- Il Sogno o Voltaire che compone "La Pulzella", Parigi, Dipartimento della Pittura del Museo del Louvre
- Il trionfo dell'amore su tutti gli dei; la forza dell'amore (titolo precedente), Rouen, Museo delle Belle Arti
- Lezione di danza, Rouen, Museo delle Belle Arti
- Le scimmie massoni, Rouen, Museo delle Belle Arti
- Mattatia rovescia gli idoli; detto anche Il rovesciamento degli idoli, Rouen, Museo delle Belle Arti
- Nabucodonosor e Sedechia, Parigi, Dipartimento di Pittura del Museo del Louvre
- Ritratto di giovane donna in un medaglione, Rouen, Museo delle Belle Arti
- Ritratto di giovane uomo, Rouen, Museo delle Belle Arti
- Scena antica; detta anche La figlia di Iefte (?), Rouen, Museo delle Belle Arti
- Veduta del Salon del 1779, 1779, olio su carta montata su tavola, 19×44 cm, Parigi, Museo del Louvre.

### Disegni
Convervati al Dipartimento d'arti grafiche del Museo del Louvre, Parigi:
- Allegoria del risveglio della natura
- Allegoria della storia,
- Allegoria dell'educazione del Duca di Borgogna,
- Allegoria della natura: un ovile,
- Allegoria della natura,
- Allegoria in onore di Luigi XVI,
- Annotazione manoscritta,
- Annotazioni manoscritte,
- Alberi,
- Assemblea di donne in un parco, una delle quali tiene un arco,
- Chi si riconoscerà in questo?
- Busto di un guerriero che parla con una figura,
- Busti e statuette disposti su uno scaffale,
- Cascata e piscina in un parco,
- Concerto in una cappella,
- Cupola decorata con dipinti allegorici,
- Cupola dipinta sopra statue volanti,
- Cour du Manège alle Tuileries,
- Cortile di una casa, veduta, prospettiva di tetti,
- Incoronazione di Voltaire al Théâtre-Français,
- Schizzo di architettura; schizzo di un busto di Sully,
- Schizzo di una figura alata; schizzo di due orsi,
- Schizzo di un busto di Sully; schizzo indistinto,
- Schizzo di donna, in piedi,
- Schizzo di donna seduta di profilo, rivolta verso sinistra,
- Schizzo di una donna seduta, vista di tre quarti, con un manicotto in grembo,
- Schizzo di una figura seduta,
- Schizzo di un'arpa,
- Schizzo di una nave; appunti manoscritti,
- Schizzi di scultura e architettura,
- Schizzi di dipinti e statue; uomini che trasportano una donna nuda davanti a Nerone,
- Schizzi di dipinti, bassorilievi; schizzo di un uomo che suona il flauto,
- Schizzi di dipinti, statuette, busti,
- Schizzo indeterminato,
- Schizzo,
- Cerimonia di conferimento dell'Ordine dello Spirito Santo a Versailles,
- In un ovale, una ragazza che legge e un ragazzo che indossa un elmo,
- Due fioraie,
- Due fanciulli, uno che tiene in mano un aquilone, un arrotino, un violinista,
- Due fanciulli,
- Due donne e un piccolo satiro sdraiato a terra,
- Due figure nude; veduta architettonica,
- Due uomini in un interno, uno con cappello,
- Due uomini di busto in conversazione,
- Due uomini, busto, di profilo; una latteria,
- Due Muse, una che tiene una maschera e l'altra che suona la lira,
- Due scene: una coppia in un parco e una donna e due donne,
- Due vedute sovrapposte della chiesa di Sainte-Geneviève,
- Due studi di donne nude e profilo femminile girato a destra,
- Didone che accoglie Enea,
- Vari schizzi di dipinti e sculture,
- Dettagli architettonici e allegorie,
- Ecclesiastici seduti su una parete, rappresentazioni di scene religiose,
- Studio architettonico con statua in una nicchia,

- Studio architettonico di un pilastro di pietra e catena; fanciullo nudo,
- Studio di interni; veduta architettonica,
- Studio di un orologio astronomico in una gabbia di vetro,
- Studio di una donna che disegna in grembo; studio di un gatto; studio di una gamba,
- Studio di un monumento; statua equestre; medaglione con profilo di Luigi XV,
- Studio di figure; gruppo di casette a Ville-l'Evêque,
- Studio dei camerini di un teatro,
- Studio per il frontespizio dell'Almanacco storico-fisico,
- Studio per un soffitto,
- Studi di animali; veduta di una fattoria,
- Studi di quaranta statue e gruppi, in cinque registri,
- Studi di sculture; testa di uomo di profilo; appunti manoscritti,
- Studi di un volto e di una medaglia antica,
- Facciate di case incorniciate da alberi,
- Donna inginocchiata; uomo anziano che legge spartiti e giovane donna seduta,
- Disegno di donna seduta,
- Donna in busto di tre quarti a destra; testa di uomo,
- Donne sedute o in piedi; paesaggio con numerosi monumenti,
- Fogliame,
- Foglio di studio: orologio astronomico di Castel, vari ritratti...,
- Figure e studio della griglia di Saint Germain l'Auxerrois,
- Filatrice, seduta, davanti al suo arcolaio; figura femminile su uno sfondo di fogliame,
- Ragazza seduta vicino a un tavolino carico di scatole di cartone e altre figure,
- Fanciulla che legge, vista di fronte, madre e fanciullo nella culla,
- Frontespizio: aquila che circonda un dipinto,
- Frontespizio di una partitura,
- Gabriel de Saint Aubin che dipinge un'allegoria della Giustizia,
- Casa circondata da alberi; filatrice e ragazzo; allegoria,
- Abitazione rustica; figura seduta che dorme; figura alata e mostro,
- Ercole, disegno per una pietra incisa o per un sigillo,
- Ercole, disegno per una pietra incisa o per un sigillo,
- Uomo e donna in un parco; veduta di un gruppo scolpito in un parco,
- Uomo con una lettera in mano che accarezza il mento di una pastorella,
- Uomini in armatura che combattono in una sala,
- Uomini e donne in una chiesa raggruppati intorno a un catafalco,
- Otto soggetti della vita della Vergine, secondo diversi maestri,
- Illustrazione di una scena dell'Atto V del "Mahomet I" di Voltaire,
- Interno di un salotto,
- Interno di un edificio,
- Interno di una chiesa, gruppo scolpito dalla cassa dell'organo; appunti manoscritti,
- Interno della cappella di Orléans nel convento dei Célestins,
- Interno con colonne,
- Giovane donna seduta in poltrona; due figure nude sdraiate,
- Giovane donna che si avvicina a un'altra donna che allatta,
- Busto di giovane donna con cappello di piume, seduta e in lettura,
- Giovane donna che sale su una carrozza,
- Giovane uomo inginocchiato che legge davanti a una figura in piedi,
- Giovane coppia che si bacia,
- Giovani ragazze incoronate da muse, medaglia con l'effigie di Adriano,
- Giove e Danae,
- Giove ed Ebe,
- Giove e Io,
- L'ingresso della Delfina Maria Antonietta a Parigi,
- La Minerva di Mlle Saint-Quentin, commerciante di moda,
- La Vergine e il fanciullo,
- La Boutique di Mlle Saint-Quentin, commerciante di moda, al Magnifique,
- La colonna del mercato dei cereali dell'ex Hôtel de Soissons,
- La Fontana di san Pietro a Le Pré-Saint-Gervais,
- La Marchesa dello Châtelet,
- Le Nain de la foire, nel 1770,
- Il Gabinetto delle curiosità di Monsieur de Réaumur,
- La Carrozza della famiglia reale, trainata da diversi cavalli,
- Il cavaliere Bossu imita i giocolieri indiani,
- Il Conte d'Estaing presentato a Luigi XVI da Monsieur de Sartine,
- Il festino di Assuero,
- Il Pazzo,
- Re Salomone,
- I modelli all'Académie de Saint-Luc,
- I quattro elementi,
- Elenchi di nomi,
- Leda e il cigno,

- Maria Antonietta a cavallo,
- Mascherone,
- Mentore ai piedi del trono che parla con un giovane principe,
- Mezzetino suona la chitarra e diversi studi di figura,
- Installazione di un baldacchino per una festa religiosa,
- Monumento colonnato con figura; studi di teste femminili,
- Morte del Delfino, figlio di Luigi XV,
- Motivi decorativi,
- Nabucodonosor e Sedecia,
- Numerose figure vicino a un porto,
- Appunti manoscritti,
- Note manoscritte,
- Ninfa sdraiata,
- Apertura su un parco, vista dall'interno,
- Partizione della Polonia 1773,
- Parte superiore di un teschio,
- Paesaggio: stagno circondato da alberi,
- Paesaggio; donne sedute che leggono,
- Paesaggio; donne che leggono,
- Paesaggio con grotta, rovine e rocce presso un lago,
- Paesaggio con architettura a colonne,
- Paesaggio,
- Figura antica che declama e ninfa che danza,
- Personaggio che suona il violino su uno sfondo architettonico; studi di statue,
- Figure sedute,
- Personaggi che si affannano intorno a un torchio smontato in una galleria,
- Piccolo schizzo di un cavallo rampante sopra trofei militari,
- Fasto funebre e apoteosi di Cesare,
- Porta con stemma,
- Ritratto di giovane donna, busto anteriore, dietro un'altra donna,
- Ritratto di Catherine-Noëlle, detta Rose, de Saint-Aubin,
- Ritratti di Enrico IV e Sully,
- Ritratti di profilo di Charles-Germain de Saint-Aubin e di sua moglie,
- Progetto per una stufa,
- Progetto di un monumento in onore dei magistrati,
- Passeggiatori in un viale alberato e palizzate,
- Presentazione della Vergine al Tempio,
- Peristilio di un palazzo e Due donne sedute,
- Quattro studi di statuette in stile cinese,
- Rappresentazione di monete medievali e ritratto di uomo,
- Romano in toga; figura che cammina verso sinistra,
- Ricevimento del cavaliere di Bossu nel paese degli Akansas,
- Salon del 1765; piedistallo di statua in Place Louis XV,
- Schema per appendere i quadri; testa d'uomo e obice,
- Sculture e dipinti al Salon,
- Scena con figure,
- Scena con diversi personaggi,
- Scena di Naïs,
- Scena di teatro,
- Sette schizzi di fauni, in due registri,
- Sette figure inginocchiate che pregano in una chiesa; donna che legge,
- Sophie Arnould ai Grands-Augustins,
- Statua; figura che suona l'arpa e vari schizzi,
- Statua di un sovrano vestito in stile antico con una Vittoria e una Rinascita,
- Statua di una donna seminuda con un drappeggio intorno alla vita,
- Statua su base con bassorilievi; monumento a forma di obelisco,
- Statua equestre di Luigi XV; statua di Luigi XV a Reims; negretto,
- Statuette, bassorilievi e sculture varie; paesaggio,
- Suzanna al bagno sorpresa dai due vecchioni,
- Quadro incorniciato raffigurante una scena allegorica,
- Dipinti e sculture,
- Tracce di guazzo bianco,
- Tre fanciulli con elmo, vaso e scudo,
- Testa di uomo di profilo verso sinistra,
- Testa di donna, vista di profilo verso sinistra,
- Testa di giovane donna,
- Testa di rettile con bocca semiaperta,
- Ulisse nel balletto dei sensi,
- Una bottega con un anziano che presenta una fattura a un giovane artista,
- Un cavallo bardato che traina un cabriolet con due uomini a bordo,
- Un predicatore su un pulpito,
- Una Vauxhall parigina,
- Un vicolo di un parco animato da personaggi,
- Una mezza figura di ragazza e quattro teste,
- Una donna, vista di spalle, che visita una mostra di pittura,
- Una festa al Colosseo,
- Una stanza con camino sulla destra,
- Asta pubblica, 1776,
- Veduta interna di un edificio,
- Vista interna di un edificio,
- Vista interna,
- Veduta di un vestibolo con colonne,
- Veduta di un palco teatrale sormontato dallo stemma reale,
- Veduta del Salon del 1765,
- Veduta dei giardini delle Tuileries, con la statua equestre di Renommée,
- Veduta profetica della chiesa di Sainte-Geneviève per l'anno 3000,
- Venere scende dal suo carro per accarezzare la barba di Anacreonte,
- (ispirato a Jean-Baptiste Greuze) Tre donne in un interno,
- (ispirato a Jean Antoine Houdon) Giove e Antiope,
- La Naiade di Houdon, (ispirato a Jean Antoine Houdon)
- Due donne sedute su cuscini, vestite alla turca, (ispirato a Jean Étienne Liotard)
- La giustizia dell'imperatore Ottone, (ispirato a Luca Penni)
- Testa di donna, girata verso destra, (ispirato a Raffaello)

#### Conservati a Parigi, Scuola delle Belle Arti
- Filatoio a due mani, pietra nera, penna, inchiostro nero, lavatura d'inchiostro marrone e di china e acquerello su carta marrone, A. 0,232 ; L. 0,375 m. Come la maggior parte delle opere di Saint-Aubin, questo foglio non è stato dipinto “dal vero”. In questo caso, illustra l'invenzione di Claude de Bernières de Saint-Martin, controllore generale dei Ponts et Chaussées. Lungi dall'essere uno schizzo veloce, è particolarmente minuzioso, volto a promuovere questa innovazione. Tuttavia, l'artista sfugge alle costrizioni del soggetto animando il suo disegno con la conversazione delle filatrici e la sagoma di un uomo che attraversa la navata centrale.
- Vitellio condotto al supplizio, penna, lavatura d'inchiostro color seppia con lumeggiamenti di guazzo bianco 20,4 x 15,5 cm. Non avvezzo all'antica Roma, la sua composizione si ispira alla Vita dei Cesari di Svetonio (capitolo VI)[3].

Negli altri musei
- Luisa Maria Batilde d'Orléans, duchessa di Borbone (1750-1822), con il figlio appena nato Luigi Antonio Enrico di Borbone-Condé duca d'Enghien (1772-1804), 1773, Chantilly, Museo Condé
- L'Apoteosi di Romolo, Lione, Museo delle Arti Decorative
- Galleria Randon de Boisset, Lione, Museo delle Arti Decorative
- Foglio di studi che mostra la statua di Luigi XV di Pigalle a Reims, Rouen, Museo delle Belle Arti

### Stampe
- Due Amori scoprono il corpo morto di un amore, Parigi, Museo del Louvre, Dipartimento d'arti grafiche.